# Kabinett Cassebohm
Das Kabinett Cassebohm bildete vom 14./22. November 1930 bis zum 16. Juni 1932 (geschäftsführend seit 16. Juni 1931) die Landesregierung des Freistaates Oldenburg.
| Amt                                                        | Name                 | Partei    |
| ---------------------------------------------------------- | -------------------- | --------- |
| Ministerpräsident Auswärtiges, Justiz, Kirchen und Schulen | Friedrich Cassebohm  | parteilos |
| Inneres, Handel und Verkehr                                | Dr. Franz Driver     | Zentrum   |
| Finanzen und Soziale Fürsorge                              | Dr. Bernhard Willers | parteilos |